# Albertus François Stroink (1876-1956)
Albertus François Stroink ( 15 maart 1876 Steenwijkerwold-26 juni 1956 Haren (Groningen)) was dijkgraaf (1914-1947) van het Waterschap Vollenhove (nu Waterschap Reest en Wieden) en wethouder van de gemeente Stad Vollenhove (1917-1941).  

## Carrière
Het probleem van zijn regio was dat het water, dat vanaf het Drents Plateau kwam, door de bodemdaling (inklinking) niet meer zelf naar zee kon. Er waren afwateringssluizen bij Blokzijl en Zwartsluis. In geval van nood waren er extra sluizen maar het was niet voldoende.
In 1910 was de waterstand in Waterschap Vollenhove 39cm hoger dan normaal. In 1912 werd besloten een gemaal met twee stoommachines te bouwen bij de Ettenlandsche sluis, die in 1893 was gebouwd tussen Blokzijl en Zwartsluis. Die winter werd het gemaal in gebruik gesteld. In 1928 kwam er een derde stoommachine bij en werd het gemaal naar A F Stroink genoemd.
In 1920 werd een plan goedgekeurd om de afgegraven veengebieden te ontginnen. In 1922 werd de Commissie Stroink opgericht en van 1928-1968 was Stroink directeur van de N.V. Ontginningsmaatschappij Land van Vollenhove  waarna de lager gelegen delen van het waterschap ten noorden van het Beulakerwiede werden ingepolderd en ontgonnen. De eerste spade werd in de grond gezet op 14 december 1928 door mr J B Kan, minister van Binnenlandse Zaken. De ontginningsmaatschappij stelde veel werkelozen aan het werk.

## Privé
Frans Stroink was lid van de familie Stroink. Hij werd geboren op 15 maart 1876 in Steenwijkerwold waar zijn vader Albertus François Stroink (1828-1900) sinds 1864 burgemeester was. Zijn vader kwam uit Oldenzaal. Zijn moeder was Martina Aleida Hoogklimmer (1844-1941). Hij trouwde in 1917 met Maria Mechteld Florentine (Mies) Sloet van Oldruitenborgh (1884-1939) en kreeg met haar een dochter en een zoon, die ook Albertus François genoemd werd. Na het overlijden van zijn echtgenote hertrouwde hij in 1941 met Johanna Roelina Rijkmans (1897-1973). Dit huwelijk bleef kinderloos. Stroink overleed op 26 juni 1956 in Haren (Groningen)